# 12301 Eötvös
(12301) Eötvös, denumire internațională (12301) Eotvos, este un asteroid din centura principală de asteroizi.

## Descriere
12301 Eötvös este un asteroid din centura principală de asteroizi. A fost descoperit pe 4 septembrie 1991 la Observatorul La Silla de Eric Walter Elst. Asteroidul prezintă o orbită caracterizată de o semiaxă mare de 2,37 ua, o excentricitate de 0,24 și o înclinație de 3,4° în raport cu ecliptica.